# Вьера, Мильтон
Мильтон Вьера Риверо (исп. Milton Viera Rivero; род. 11 мая 1946, Рио-де-Жанейро) — уругвайский футболист, участник ЧМ-1966. Играл в Греции за «Олимпиакос» и АЕК, с которыми суммарно выиграл 8 национальных титулов.

### Клубная карьера
Вьера начал игровую карьеру в клубе «Насьональ», в котором играл в течение 6 сезонов, выиграв с командой два чемпионских титула.
Затем Вьера перешёл в аргентинский клуб «Бока Хуниорс», в котором отыграл сезон, после чего вернулся на родину, где играл за «Пеньяроль», в котором отыграл три сезона.
В 1972 году Вьера уехал играть в Европу, где перешёл в греческий «Олимпиакос», в составе которого за 5 сезона были выиграны 3 чемпионских титула и 2 Кубка страны. В последнем сезоне Вьера страдал из-за грыжи, в результате ему была сделана операция по её удалению, а затем с ним в 1977 году был расторгнут контракт.
Следующим его клубом стал афинский АЕК, в составе которого были выиграны 2 чемпионских титула и Кубок страны и завершил в нём карьеру.

### Карьера в сборной
В составе сборной Уругвая играл на ЧМ-1966, где сыграл в трёх матчах группового этапа. Всего за сборную Уругвая сыграл 5 матчей и забил 1 гол.

## Достижения
«Насьональ»
- Чемпион Уругвая (2): 1963, 1966

 «Олимпиакос»
- Чемпион Греции (3): 1972/73, 1973/74, 1974/75
- Обладатель Кубка Греции (2): 1972/73, 1974/75

 АЕК (Афины)
- Чемпион Греции (2): 1977/78, 1978/79
- Обладатель Кубка Греции (1):1977/78